# Melanacanthus
Melanacanthus is een geslacht van wantsen uit de familie van de Alydidae (Kromsprietwantsen). Het geslacht werd voor het eerst wetenschappelijk beschreven door Stål in 1873.

## Soorten
Het genus bevat de volgende soorten:

- Melanacanthus ferrugineus (Stål, 1871)
- Melanacanthus funebris Horváth, 1902
- Melanacanthus marginatus (Hsiao, 1965)
- Melanacanthus margineguttatus Distant, 1911
- Melanacanthus scutellaris (Dallas, 1852)